# Beatnik

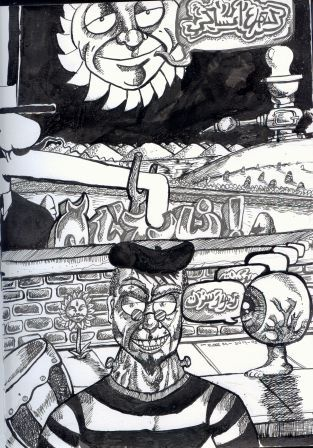
"Beatnik", dibuix de Jah Maya, amb la prototípica barba de boc, boina, samarreta a ratlles, coll alt i ulleres fosques

Beatnik és un terme inventat el 1958 pel periodista estatunidenc Herb Caen amb la finalitat de parodiar i referir-se despectivament a la generació beat i els seus seguidors, pocs mesos després que es publiqués A la carretera (On the Road), la novel·la-manifest del moviment, escrita per Jack Kerouac. Els escriptors beat van rebutjar el terme per despectiu; no obstant això, va ser adoptat i difós àmpliament pels mitjans de comunicació, aplicant-ho a un estereotip juvenil distingible per la forma de vestir-se i arreglar-se que va esdevenir moda, i relacionant-ho amb una actitud procliu a la ganduleria, el desenfrenament sexual, la violència, el vandalisme i la pertinença a colles de delinqüents. Amb el temps, la denominació va acabar sent aplicada de manera indiscriminada tant a l'estereotip com als artistes de la generació beat i els seus seguidors. Els beats i els beatniks es van diluir en la segona meitat de la dècada dels seixanta, immersos en els moviments contraculturals d'aleshores, com els relatius als hippies, el rock, la revolució sexual i les lluites antiracistes i contra la guerra de Vietnam. Fora dels Estats Units, ambdós termes —"beat" i "beatnik"— van ser utilitzats com a sinònims, sense percebre el sentit paròdic del segon.

## Etimologia
La Generació Beat, havia establert el seu principal centre de reunió a la Platja Nord de la ciutat. Caen, periodista a San Francisco, i qui diversos anys després guanyaria el Premi Pulitzer, va inventar el terme en un article escrit en el San Francisco Chronicle el 2 d'abril de 1958, fusionant les paraules "beat" i "Sputnik". El Sputnik 1 va ser el primer satèl·lit artificial i havia estat llançat per la Unió Soviètica sis mesos abans, convertint-se en un símbol, tant del poder soviètic com de l'amenaça de destrucció nuclear dels EUA en el marc de la Guerra Freda, a causa de la qual cosa va deslligar una ona de temor massiu entre els nord-americans. En vincular a la Generació Beat amb l'Spútnik soviètic, l'objectiu era mostrar-la com "no americana" (no nord-americana). En alguns llocs web s'esmenta erròniament que la paraula va derivar de la fusió dels termes "beat" i "nudnik", terme jiddisch que significa "avorrit" o "obtús".
Criticant la tergiversació del terme, Allen Ginsberg, un dels principals referents de la Generació Beat, va escriure una carta al New York Times, després que el periòdic la utilitzés reiteradament en un article referit a l'escriptor, per deplorar "l'enganyosa paraula beatnik", dient que "si haguessin estat els beatniks i no els il·luminats poetes beat els qui haguessin envaït aquest país, no haguessin estat creats per Kerouac sinó per la indústria dels mitjans de comunicació de masses, dedicats constantment a la rentada de cervell de l'Home".
Per la seva banda Jack Kerouac, qui inicialment havia definit el terme "beat" com "abatut, menyspreat i malgirbat" (beat down), vuit mesos després va precisar el seu significat en el Fòrum Brandeis "Hi ha una Generació Beat?" ("Is There A Beat Generation?") realitzat el 6 de novembre de 1958 en l'Hunter College Playhouse de Nova York. Els panelistas eren el mateix Kerouac, James A. Wechsler, l'antropòleg de Princeton Ashley Montagu i l'escriptor Kingsley Amis. Wechsler, Montague i Amis es van presentar vestits amb vestits, mentre Kerouac ho va fer amb jeans negres, botes i una camisa de quadres blancs i negres. Llegint un text que ja tenia preparat, Kerouac va reflexionar sobre el significat i el sentit de "el beat":
| « | És a causa que sóc beat, això és, que creo en la beatitud i en què Déu estima tant el món que li va donar al seu fill únic... Qui sap, si l'univers no sigui realment un vast mar de compassió, la veritable mel sagrada, sota tota aquesta mostra de personalismes i crueltat? | » |

## La diferència entre "beat" i "beatnik"

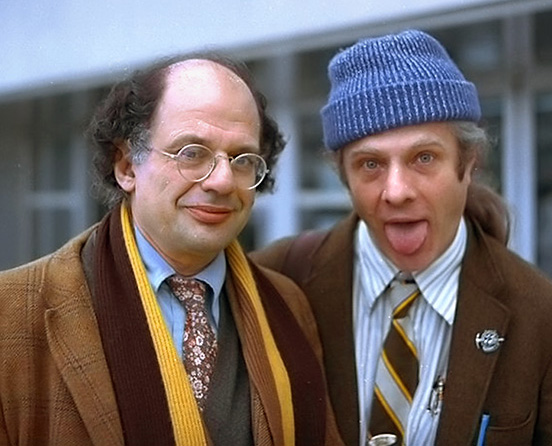
Allen Ginsberg i Peter Orlowski.

En l'argot local estatunidenc de l'època, el terme "beat" indicava la cultura, l'actitud i la literatura, mentre que la paraula "beatnik" s'utilitzava per estereotipar la cultura beat, tal com apareixia en els personatges d'historieta, moltes vegades violents, que difonien els diaris i revistes.
| « | "Beat" era una manera de ser, va dir el profeta (Ginsberg); "beatnik" era roba de moda. Beat era identitat; beatnik era imatge. | » |

Aquesta distinció entre "beat" i "beatnik" ha estat analitzada pel professor Ray Carney de la Universitat de Boston, una autoritat en cultura beat, en The Beat Movement in Film, una sèrie de notes seves realitzades en ocasió d'una mostra de 1995 organitzada pel Museu Whitney:
| « | Gran part de la cultura beat expressa una posició negativa abans que positiva. Va estar animada per un vague sentiment de displacer i insatisfacció cultural i emocional, i un anhel, abans que per un propòsit o programa específic. Seria molt més fàcil si només busquéssim pel·lícules amb beatniks. El periodista de San Francisco Herb Caen va encunyar la paraula (que, a partir d'un sarcàstic joc de paraules amb el recentment llançat Sputnik dels russos, intentava aparentment posar en dubte l'americanidad-dessagni-vermella-blanca-blava dels beatniks). I els mitjans de comunicació van popularitzar el terme. Dobie Gillis, la revista Life, Charles Kuralt i una host de conductors d'espectacles i periodistes van reduir el beat a una sèrie de ximples superficialitats externes que han romàs entre nosaltres des de llavors: chivas, anteojos de sol, lectures de poesia, cafès, holgazanes i argot "cool, man, cool". | » |

Els termes Generació Beat i beat corresponen al moviment literari antimaterialista iniciat al començament de la dècada del 50 entre els quals es van destacar escriptors com Jack Kerouac, John Clellon Holmes, Allen Ginsberg, Timothy Leary, Neal Cassady i William Burroughs, que a mitjans dels anys 60 es va diluir com a tal per influir decisivament en els moviments contraculturales juvenils desenvolupats en la segona meitat d'aquesta, i particularment en músics claus, com Bob Dylan, The Fugs (on va contribuir directament Allen Gingsberg), The Doors i The Beatles.
La filosofia beat era bàsicament contracultural, antimaterialista, anticapitalista i antiautoritaria, que remarcava la importància de millorar la interioritat de cadascun més enllà de les possessions materials i de les regles imposades pel sistema. Van atorgar una gran importància a la llibertat sexual i a les drogues com a ajudant de l'exploració interior. Alguns escriptors beat es van apropar a les religions orientals com el budisme i el taoisme. En política tendien a ser demòcrates o socialdemòcrates de centreesquerra (anomenats "liberals" als EUA), recolzant causes com les lluites antiracistes d'aquests anys, encara que alguns dels seus integrants com William Burroughs, van adherir a idees paleoconservadoras. En l'art van adoptar una actitud oberta cap a la cultura afro-nord-americana, alguna cosa que va resultar molt notable en el jazz i el rock and roll, encara que la generació beat va manifestar una oberta preferència pel jazz modern i un cert menyspreu pel rock and roll.
En "Aftermath: The Philosophy of the Beat Generation" Jack Kerouac s'oposa a aquesta distorsió de les seves idees:
| « | La Generació Beat, que va ser una visió que vam tenir John Clellon Holmes i jo, i Allen Ginsberg d'una manera fins i tot més salvatge, a la fi dels quaranta, d'una generació de bojos, il·luminats hipsters apareixent de sobte i passejant per Amèrica, seriós, vagant i fent dit a tot arreu, desalineats, beatífics, bufons en un desagradablement graciós nova manera beat -una visió collida per la manera en què escoltàvem pronunciar la paraula "beat" en les cantonades d'Times Square i el Village, en altres ciutats en les nits cèntriques de la postguerra-, significant baix i exclòs però ple d'intensa convicció. Nosaltres sentim fins i tot als vells pares hipsters llistes de carrers de 1930 utilitzar la paraula d'aquesta manera, amb sarcàstica malenconia. Mai va significar delinqüents juvenils; va significar personatges d'una espiritualitat especial que no formaven colles sinó que eren solitaris Bartlebys instal·lats de l'altre costat del mort finestral de la nostra civilització. | » |

## L'estereotip beatnik: entre la persecució i la paròdia

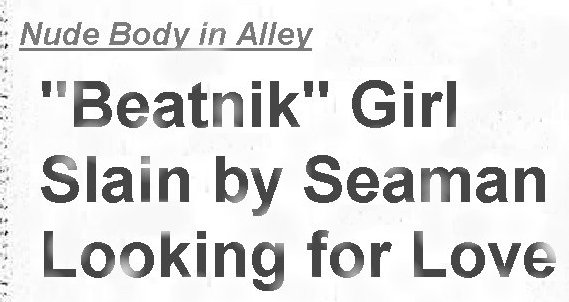
Portada del San Francisco Chronicle de juny de 1958: "Cos nu en carreró. Noia 'Beatnik' assassinada per mariner buscant amor".

Des de finals de la dècada del 50 els mitjans de comunicació van reflectir i van difondre reiteradament l'estereotip del jove beatnik (antiamericà, gandul i delinqüent), apartant-se del perfil rebel i solitari, relacionat amb la cultura beat, que havien presentat actors com James Dean i Natalie Wood a Rebel sense causa (1955).
Al juny de 1958 Connie Sublette, una de les joves que freqüentaven el grup beat que solia instal·lar-se en els bars exprés i realitzar reunions en la Platja Nord de Sant Francisco (zona que va començar a ser coneguda com a "Beatnik Land"), va resultar assassinada per un mariner negre amb el qual estava mantenint relacions sexuals.
El fet va ser cobert pel San Francisco Chronicle de manera sensacionalista amb el següent títol de portada: "Cos nu en carreró. Noia beatnik assassinada per mariner buscant amor". Pocs dies després l'alcalde de la ciutat donava la seva opinió sobre el cas i la generació beat:
| « | Un nom tan distingit per glorificar tot tipus de delinqüència és massa "modern" per a mi. No m'importa com ells cridin a la gent -beatniks, eatniks o deadbeats- no es pot excusar l'addicció als narcòtics o la prostitució només perquè algú es crida a si mateix artista o escriptor. Les ordres són de no fer favors especials als beats. | » |

En el marc del cas de "la noia beatnik escanyada" el Chronicle va publicar dos articles titulats "Vida i amors entre els beatniks", escrits per Allen Brown, en el qual es descriu el dia típic d'un beatnik: aixecar-se tard, sense banyar-se ni afaitar-se o netejar-se les dents, posant-se la primera vestimenta a mà presa a l'atzar d'una pila de roba bruta i passar la resta del dia al bar (bagel shop) gastant tot els seus diners en cafè. Brown conclou dient que «gairebé tots els beatniks volen morir però, gairebé tant com la mort, estimen parlar».

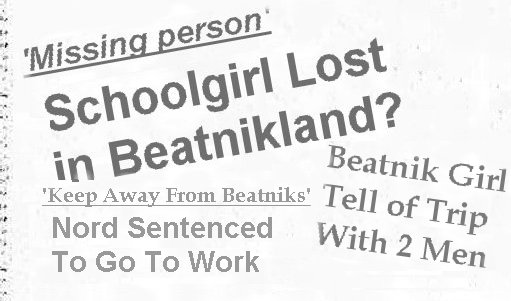
Titulars del San Francisco Chronicle de 1958 referits al judici contra el "Rei dels Beatniks".
• "Persona desapareguda: Estudiant secundària perduda en Beatnikland?"
• "Noia beatnik explica sobre viatge amb 2 homes".
• "Mantingui's allunyat dels beatniks: Nord sentenciat a treballar".

Gairebé simultàniament els mitjans de la ciutat van anunciar la desaparició d'altres dues "noies beatnik", menors d'edat, presentant-les amb evident intencionalitat com "voluptuoses". Les joves en realitat se n'havien anat de viatge durant el cap de setmana amb Eric "Big Daddy" Nord, titular del club Nord's Party Pad, conegut com el "Rei dels Beatniks" i un amic. Ambdós beatniks van ser detinguts, empresonats i condemnats "a treballar" amb llibertat condicional de tres anys, per un jurat local, amb l'argument que havien "induït al crim" a dues menors edat. La sentència va ser molt criticada per la seva evident arbitrarietat, resultant al seu torn d'un notable prejudici antibeatnik. En donar a conèixer la decisió, el jutge va dir: «Vostè i els seus amics de beatnikland emfatitzen les seves inusuals maneres de fer l'efecte que vostè té talent, habilitat i categoria, quan en realitat, qualsevol persona que ho miri, s'adona que vostè no té cap mena de talent».
En la televisió nord-americana els beatniks van aparèixer amb el personatge de Maynard G. Krebs, interpretat per Bob Denver en la popular comèdia The Many Loves of Dobie Gillis (1959-63), consolidant l'estereotip del beatnik enemic del treball. El personatge de Shaggy en el dibuix animat Scooby-Doo, creat a la fi de la dècada del 60, està inspirat en el de Maynard G. Krebs.

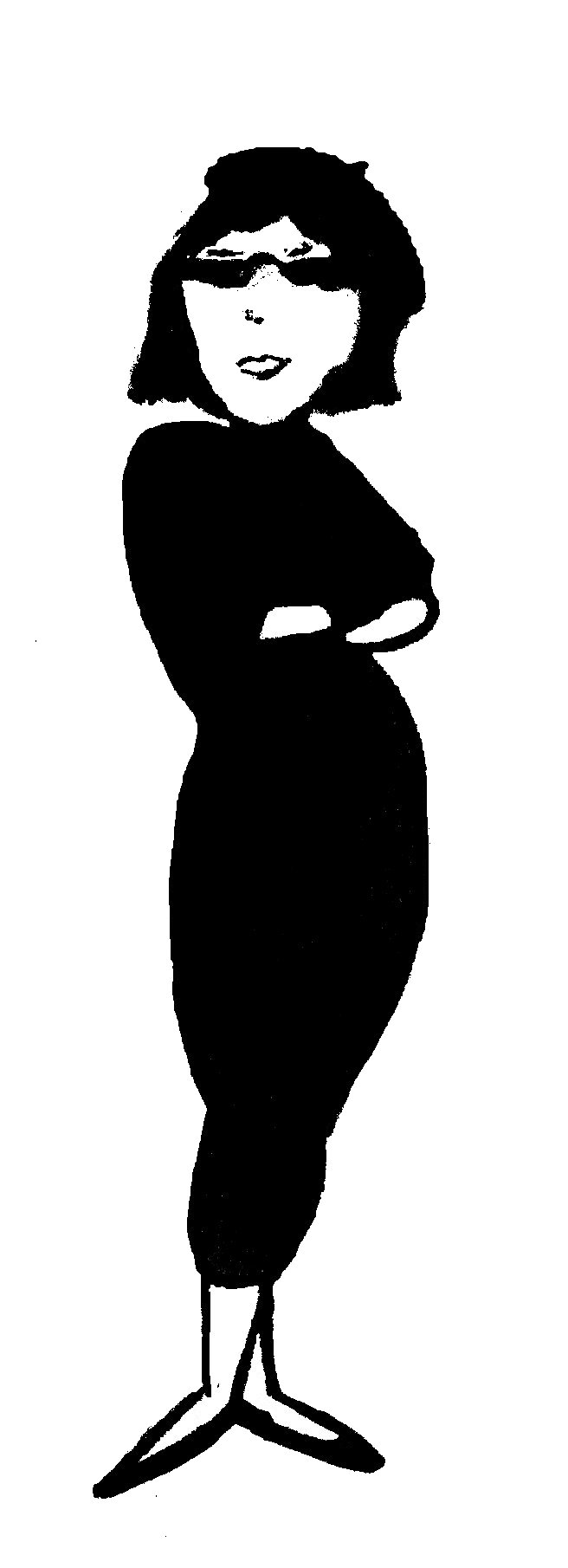
Estereotip de "noia beatnik".

En 1959 es va estrenar la pel·lícula The Beat Generation associant al moviment amb el crim i la violència. El mateix va succeir a l'any següent amb el film The Beatniks. Aquesta distorsió s'aplicaria també als hippies uns anys després. Altres pel·lícules que van difondre l'estereotip del beatnik violent van ser High School Confidential (1958), The Bloody Brood (1959), The Rebel Set (1959), Beat Girl (1960), The subterraneans (1960) i The wild ride (1960).
A mitjan 1959, un psiquiatre anomenat Francis Rigney, qui va compartir diversos mesos amb el grup de beatniks que freqüentaven Platja Nord, fent-se passar per un d'ells, va difondre en els mitjans una pseudo investigació anomenada "100 Nits amb els Beats". En ella Rigney afirma que el grup estava integrat per uns 150 joves, dels quals un terç eren dones, que tenien vora 23 anys, mentre els homes eren set anys més grans. Gairebé la meitat eren joves residents a la costa est del país (un 10% de la ciutat de Nova York) que passaven els caps de setmana o els estius a San Francisco, mentre que un 20% eren residents de l'àrea. En el grup hi havia una gran quantitat d'artistes, principalment escriptors, que havien aconseguit certa notorietat. L'informe destaca el predomini de conductes obertament sexuals o violentes entre els membres del grup. Quant a l'aparença, el psiquiatre esmenta el predomini del Ivy League "look", així com el suèter folgat negre. Finalment, entre les seves conclusions el psiquiatre sosté:
| « | Ells han fet de la societat un boc expiatori de la seva pròpia neurosi... Han sortit de la societat i com qualsevol grup de gent malalta volen que els deixin sols. | » |

Life va ser el mitjà que més va insistir a imposar el terme beatnik amb el seu significat de moviment "antiamericà" i "degradat". El 21 de setembre de 1959 la revista va publicar un article titulat "Squaresville O.S.A. vs. Beatsville" (traduïble com a "Vila Honesta EUA vs. Vila Beat") en el qual explica la història de tres adolescents del petit poble d'Hutchinson, Kansas, que "confoses" pel moviment beat, havien convidat al seu poble a Lawrence Lipton, un dels seus principals referents, autor de Holy Barbarians i director de la Gas House, centre de reunió de la generació beat, a Venice, Los Angeles. Life continua explicant que quan els pares es van assabentar de la imminent "invasió beatnik", van recórrer immediatament a la policia per evitar-la. Tal com refereix la revista, la resposta de la policia va ser contundent: "un beatnik és algú que no li agrada treballar; qualsevol que no li agradi treballar és un rodamón i un rodamón, per aquí, va a parar a la presó". Life també consigna l'opinió d'una de les adolescents:
| « | Sabem que els beatniks no són bons, però pensàvem que ells simplement es vestien com dròpols i parlaven estrany. Ara sabem que es casen sense fer els tràmits i coses així. | » |

En 1971 el periòdic San Francisco Chronicle, que tant fes per construir l'estereotip negatiu, descrivia els beatniks com «gent que tenia una alegria de viure que encenia una llum en els ulls, veus vitals i gestos enèrgics», contraposant-los als hippies i la seva «desafecció per la vida».

## Mercantilització i moda

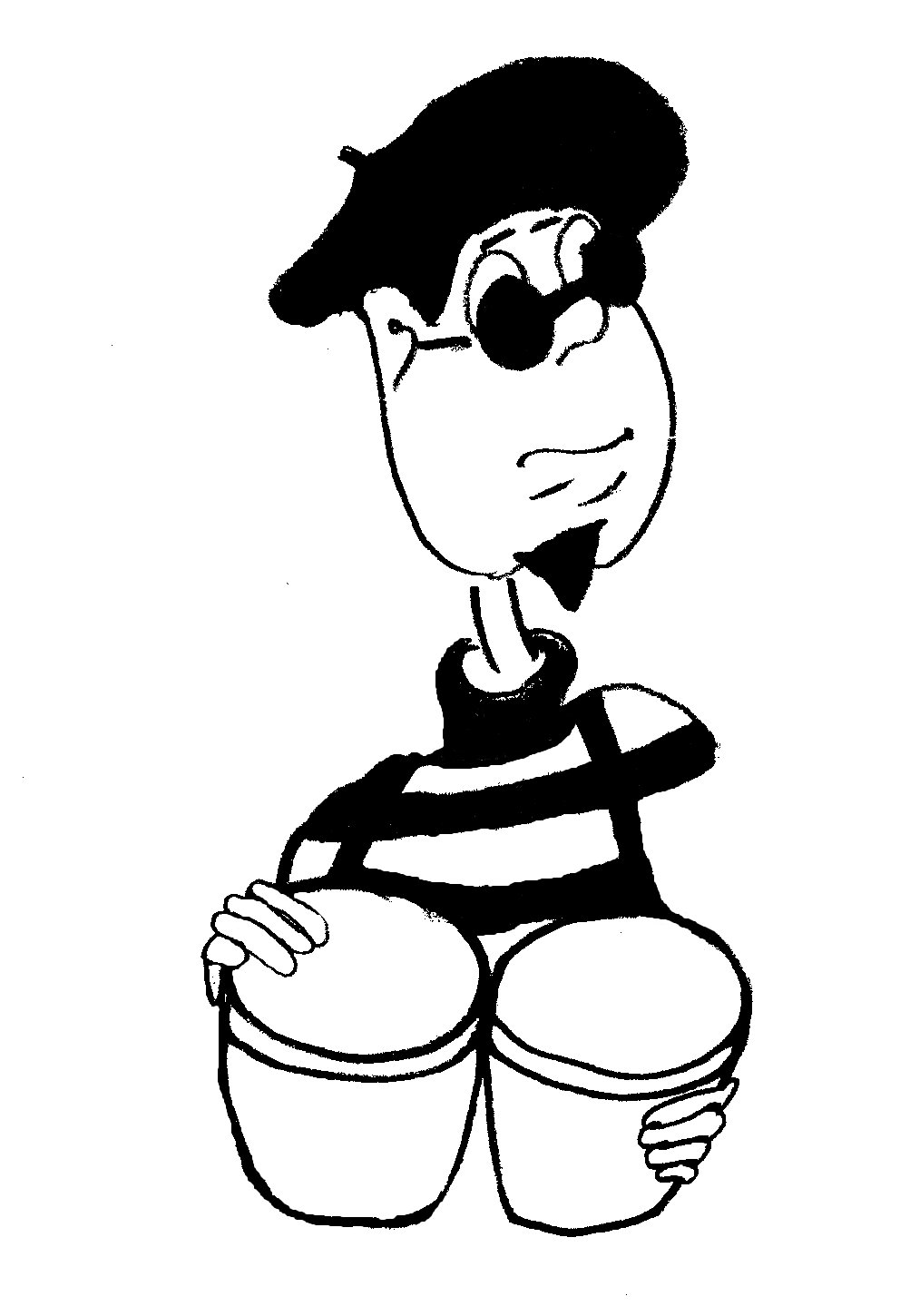
Estereotip de beatnik.

En la seva memòria Minor Characters (Houghton Mifflin, 1987), Joyce Johnson va descriure com "el beat" va ser estereotipat i absorbit pel sistema comercial estatunidenc:
| « | "Generació Beat" va vendre llibres, va vendre suéteres de coll alt i bongoes, boines i anteojos negres, va vendre un estil de vida que semblava graciosament perillosa, que podia ser tant condemnat com imitat. Els matrimonis suburbans podien organitzar festes beatnik els dissabtes a la nit i beure massa i grapejar a les esposes dels altres. | » |

Ann Charters, en Beat Down to Your Soul: What Was the Beat Generation? (Penguin, 1991) va observar com el terme "beat" va ser apropiat per tornar-se una eina de màrqueting:
| « | El terme va ser pres perquè pot significar qualsevol cosa. Pot fins i tot ser explotat a l'afluència de les extraordinàries invencions tecnològiques de l'època. Gairebé immediatament, per exemple, la publicitat de les empreses gravadores de Nova York van usar la idea de generació beat per vendre els seus nous enregistraments de llarga durada en vinil. | » |

Kenneth Rexroth, qui arribés a ser considerat el pare dels beats, va escriure un article titulat "La comercialització de la imatge del rebel", sostenint que la cosa més deplorable de l'aparició del beatnik va ser que va eclipsar un moviment dissident que tenia el potencial de crear un canvi real.

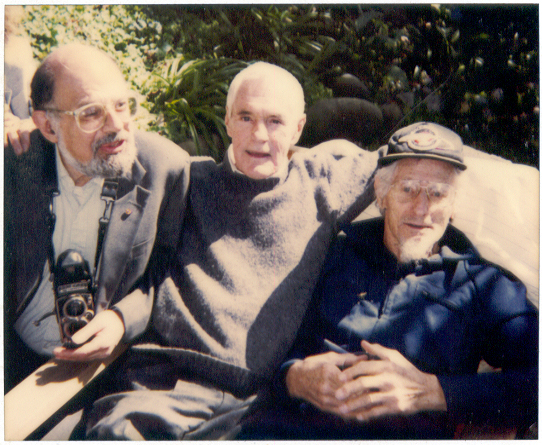
Allen Ginsberg, Timothy Leary i John C. Lilly: escriptors de la Generació Beat. El terme "beatnik" va ser creat per desqualificar i parodiar aquest moviment.

Per aquest temps es va generalitzar la tendència entre els estudiants dels Estats Units a adoptar com a moda l'estereotip beatnik, generalitzant-se entre els homes l'ús de la barbita "chiva", boina, remera a ratlles horitzontals, anteojos negres, suéteres de coll alt, enrotllar els seus propis cigarrets i tocar el bongó.
Per a les dones la moda era malles negres, calces o pantalons ajustats fins a mitja cama, anteojos negres, camisa nuada al pit o amplis suéteres, calçat sense taló o simplement descalces i pèl llarg, sense arranjaments ni adorns, en mostra de rebel·lia contra els estàndards de la classe mitjana que establien que la dona havia de tractar el seu pèl per tenir-ho permanentment arreglat ("la permanent").
La moda beatnik va generar també una argot especial, caracteritzada per l'ús de termes i expressions informals, moltes de les quals han persistit, com "cool man" (traduïble com a "bona ona, oncle"), "daddy-o" (traduïble insuficientment com papi o papito), per dirigir-se a uns altres, "rad" (genial), etc. L'home beatnik era referit com un "beatnik cat", un "gat".
La moda beatnik també va ser reflectida en els mitjans de comunicació. En la pel·lícula "Em vaig enamorar d'una bruixa" (Bell, Book and Candle, 1958), la protagonista (Kim Novak) era una bruixota beatnik. El famós personatge d'historieta Archie va ser caracteritzat com un beatnik en la dècada del 60. El musical i la pel·lícula "Grease" (1978), aquesta última protagonitzada per John Travolta i Olivia Newton-John, també estan ambientats en el moment de la moda beatnik. Finalment, en Els Simpson els pares de Ned Flanders són retratats com beatniks.

## Beatniks a Iberoamèrica
A Iberoamèrica els termes "beat" i "beatnik" van arribar com a sinònims, sense que es percebés la significació política pejorativa que el segon posseïa als Estats Units. Tampoc es va difondre l'estereotip comercial ni la moda associada al moviment. Almenys quatre bandes de rock iberoamericanes (Argentina, Brasil, Xile, Mèxic) van adoptar com a nom Els Beatniks i un grup d'escriptors, es va formar sota la seva influència.
A l'Argentina, en 1962, es va formar el Grup Opium, integrat per poetes i escriptors joves inserits clarament en un corrent de rebot. El Grup Opium estava integrat entre altres per Mariani, Ruy Rodríguez i Sergio Mulet, es reunia en el bar Modern de Buenos Aires (Maipú 918) i es va vincular amb músics de jazz i sobretot de rock que donarien lloc a l'anomenat «rock nacional» argentí. La revista Ressò (Miguel Grinberg) els va definir llavors com «els beatniks argentins», mentre que el periodista Héctor Zimmerman de la revista Claudia, rebutjava la viabilitat d'un corrent beat en un país del Tercer Món:
| « | Beatniks a l'Argentina? Això està bé per als països en què tot funciona perfectament. Però aquí, l'única cosa que cap és patalear contra el caos. El nostre beatnikismo és un ikebana de l'escàndol. | » |

En Mèxic el moviment beatnik va ser anomenat "l'ona", incloent escriptors com José Agustín i Jorge Garcia Robles, en una primera etapa i en una segona, Armant Vega Gil, amb el seu àlter ego Armiados Gueva Vil.

## Beatniks mods a Anglaterra i beatnik ye-ye a Espanya
Des de finals de la dècada del 50 els joves anglesos es van dividir en dues grans tendències: els "beatniks" i els "teddy boys" o "teds". Mentre els beatniks anglesos adoptaven una actitud passiva i el gust pel modern jazz, els teds manifestaven la seva preferència pel rock and roll estatunidenc i un activisme racista contrari als britànics provinents de les colònies del Carib. Per a començaments de la dècada del 60, ambdós grups s'havien diluït per donar origen, respectivament, a dues tribus enfrontades: els "mods" i els "rockers". Els beatniks, ja esdevinguts en mods (nom pres de "modern jazz") van ser la primera generació de treballadors anglesos que va rebre com a iguals als migrants britànics provinents de les colònies. Van adoptar el scooter com a forma de mobilitat barata, i es van guiar pel lema de «Vida neta sota circumstàncies difícils», creat per Pete Meaden, un dels seus grans referents. Els mods van acabar diluint-se a la fi de la dècada del 60.
A Espanya, el boom turístic dels anys 60 va impulsar l'aparició d'una versió espanyola dels mods anglesos, que es va anomenar "ye-ye", de vegades també esmentats com "beatnik ye-yes". D'aquest corrent van sorgir bandes com Els Salvatges o Els Sirex a Barcelona.

## Epíleg
Tant la cultura beat com la moda i l'estereotip beatnik, es va estendre durant la primera meitat de la dècada del 60 para gairebé desaparèixer en la segona meitat, en gran manera reemplaçats pel moviment hippie i l'etapa contracultural del rock inaugurada per Bob Dylan i Els Beatles, també objecte d'estereotips i simplificacions en els mitjans de comunicació i una moda específica.
L'estereotip beatnik va inaugurar una tendència de sospita i persecució contra les manifestacions culturals dels joves, que va acabar estenent-se, en alguns països, a la joventut mateixa.